# Alaksandrauka (przystanek kolejowy)
Alaksandrauka (biał. Аляксандраўка; ros. Александровка) – przystanek kolejowy w pobliżu miejscowości Alaksandrauka, w rejonie starodoroskim, w obwodzie mińskim, na Białorusi. Położony jest na linii Osipowicze – Baranowicze.